# Creepshow (série de televisão)
Creepshow é uma série de televisão americana antológica de terror, lançada pelo Shudder em 2019. Uma continuação dos dois primeiros filmes da franquia Creepshow, a série contará com seis episódios com duas histórias de horror por episódio.
Em 19 de julho de 2019, foi anunciado que a série estrearia em 26 de setembro de 2019.
Em 30 de outubro de 2019, a série foi renovada para uma segunda temporada. Em 30 de outubro de 2020, um especial animado intitulado A Creepshow Animated Special foi lançado. Em 10 de novembro de 2020, foi anunciado que um especial de feriado intitulado A Creepshow Holiday Special iria estrear em 18 de dezembro de 2020. Em 18 de fevereiro de 2021, a série foi renovada para uma terceira temporada, e a segunda temporada estreou em 1 de abril de 2021.

## Premissa
The Creep conta aos membros da platéia histórias de horror sombrias das páginas da revista em quadrinhos Creepshow.

## Produção

### Desenvolvimento
Em julho de 2018, a série de televisão Creepshow foi anunciada, com Greg Nicotero como produtor e o serviço de streaming Shudder como distribuidor.

### Adaptações
Em 16 de janeiro de 2019, foi anunciado que um dos segmentos do episódio piloto séria baseado no conto de Stephen King, "Survivor Type", de sua coleção de 1985, Skeleton Crew ; no entanto, a história acabou não sendo usada para a primeira temporada, sendo posteriormente parte do especial animado de Halloween que foi ao ar em 2020. Assim como nos filmes, a série se baseia em contos de ficção. Posteriormente, também foram anunciados os seguintes contos que serviram de base para as histórias
- Gray Matter por Stephen King
- By the Silver Water of Lake Champlain , por Joe Hill
- The Companion por Joe R. Lansdale
- The House of the Head por Josh Malerman
- The Man in the Suitcase por Christopher Buehlman
- All Hallows Eve por Bruce Jones
- Times Is Tough in Musky Holler, de John Skipp e Dori Miller
- The Finger de David J. Schow
- Survivor Type de Stephen King
- Twitterings from the Circus of the Dead de Joe Hill
- Shapeshifters Anonymous de J. A. Konrath

As histórias originais anunciadas incluem:
- Lydia Layne’s Better Half de John Harrison e Greg Nicotero
- Skincrawlers escrito por Paul Dini e Stephen Langford
- Night of the Paw por John Esposito
- Bad Wolf Down por Rob Schrab
- Model Kid por John Esposito
- Public Television Of The Dead por Rob Schrab
- Dead and Breakfast de Michael Rousselet e Erik Sandoval
- Pesticide de Frank Dietz
- The Right Snuff por Paul Dini, Stephen Langford e Greg Nicotero
- Sibling Rivalry por Melanie Dale
- Pipe Screams por Daniel Kraus
- Within the Walls of Madness por John Esposito e Greg Nicotero

### Escolha do elenco
Em abril de 2019, os membros do elenco anunciados incluíram Adrienne Barbeau, Giancarlo Esposito e Tobin Bell. Os membros subsequentes do elenco anunciados incluem David Arquette, Tricia Helfer e Dana Gould. Em 20 de junho de 2019, Jeffrey Combs, Bruce Davison, DJ Qualls, Big Boi e Kid Cudi foram anunciados como membros adicionais do elenco.
Em setembro de 2020, Anna Camp, Adam Pally, Josh McDermitt, Keith David, e Ashley Laurence  foram escalados para a segunda temporada. Mais tarde, em outubro de 2020, Marilyn Manson, Ali Larter, Iman Benson, Ryan Kwanten, Barbara Crampton, C. Thomas Howell, Denise Crosby, Breckin Meyer, Ted Raimi, Kevin Dillon e Eric Edelstein foram escalados. Em 1 de fevereiro de 2021, foi anunciado que o episódio de Manson não iria ao ar devido a múltiplas alegações de abuso. E que um episódio estrelado por Molly Ringwald iria ao ar em vez disso.
Em março de 2021 foi anunciado que Justin Long e D'Arcy Carden estrelariam um episódio.

### Diretores
Diferentemente dos filmes, a série Creepshow apresenta vários diretores, em vez de um. Os diretores de segmento anunciados incluem David Bruckner, Roxanne Benjamin, Rob Schrab, John Harrison, Greg Nicotero e Tom Savini ; os três últimos tendo trabalhado nos dois primeiros filmes da franquia Creepshow.'

### Filmagem
As filmagens da série tiveram início em fevereiro de 2019 em Atlanta, Geórgia. A segunda temporada começou a ser filmada em setembro de 2020; as filmagens deveria começar em março do mesmo ano, mas foram adiadas devido à pandemia de COVID-19.

## Lançamento
A série estreou no serviço de streaming de terror e suspense, Shudder, em 26 de setembro de 2019.

## Elenco e personagens
| - Ian Gregg como Alex - Carey Jones como Carey Jones - Logan Allen como Harold - Voltaire Colin Council como Billy - Michael May como Eddie - Will Kindrachuk como Justin - Big Boi como Pawnbroker - Nasim como Greeter - Callan Wilson como Pvt. Rivers - Connor Christie como Pete - Dylan Gage como Smitty - Madison Thompson como Jill - Jasun Jabbar Wardlaw Jr. como Binky - Andrew Eakle como Bobby - Afemo Omilami como Brenner - Julia Denton como Mrs. Collins - Addison Hershey como Susie - Tricia Helfer como Lydia Layne - Scott Johnson como Mr. Collins - Tom Olson como Mr. Boatner - Michael Scialabba como Tom Harding - Erica Frene como Mrs. Hathaway | - Danielle Lyn como Celia Mendez - Jordan Patrick como Kevin - Madison Bailey como Carla - Dennis Bouldin como #1 Primeiro Respondente - David Wise como #2 Primeiro Respondente - Ravi Naidu como Homem na mala - Adrienne Barbeau como Dixie - Tobin Bell como Chief - Tracey Bonner como Lottie - Jesse C. Boyd como Richie - Chad Michael Collins como Dr. Sloane - Nathan W. Collins como Nazista morto - Susannah Devereux como Marjorie - James Devoti como Chet - Giancarlo Esposito como Doc - Cailey Fleming como Evie - Kate Freund como Mulher de branco - Jake Garber como Trucker - Mistie Gibby como Samantha - Connor Hammond como Ezra - Rachel Hendrix como Marsha | - Connor Jones como Thomas - Tommy Kane como Don Pomade - David Alexander Kaplan como Joseph - David A MacDonald como Captain Talby - Christopher Nathan como Timmy - Andy Rusk como Criatura cinzenta - David Shae como Randy - Gena Shaw como Leigh - Daniel Stone como Ele mesmo - Nazista alemão, Corpo morto - Karen Strassman como Leslianne Dowd - Dwight Tolar como Soldado alemão - Darin Toonder como Jim - Mary Jane Hays como Menina na venda - Sydney Wease - Hannah Barefoot - Nelson Bonilla - Jeffrey Combs - Bruce Davison - Kid Cudi - DJ Qualls |

## Episódios

### 1ª Temporada
| N.º | Título | Dirigido por                    | Escrito por                                                                                | Exibição original      |
| --- | --- | ------------------------------- | ------------------------------------------------------------------------------------------ | ---------------------- |
| 1   | "Gray Matter Matéria cinzenta " "The House of the Head A Casa da Cabeça"                                      | Greg Nicotero John Harrison     | Stephen King, Byron Willinger e Philip de Blasi Josh Malerman                              | 26 de setembro de 2019 |
| 2   | "Bad Wolf Down Lobo Mau Abatido" "The Finger O Dedo"                                                          | Rob Schrab Greg Nicotero        | Rob Schrab David J. Schow                                                                  | 3 de outubro de 2019   |
| 3   | "All Hallows Eve Véspera de Halloween" "The Man in the Suitcase O Homem na Mala"                              | John Harrison David Bruckner    | John Esposito Christopher Buehlman                                                         | 10 de outubro de 2019  |
| 4   | "The Companion A Companheira" Lydia Layne's Better Half A melhor metade de Lydia Layne""                      | David Bruckner Roxanne Benjamin | Joe R. Lansdale, Kasey Lansdale, Keith Lansdale & Matt Venne John Harrison & Greg Nicotero | 17 de outubro de 2019  |
| 5   | "Night of the Paw Noite da Pata" "By the Silver Water of Lake Champlain Pela água prateada do lago Champlain" | John Harrison Tom Savini        | John Esposito Joe Hill e Jason Ciaramella                                                  | 24 de outubro de 2019  |
| 6   | "Times is Tough in Musky Holler Os Tempos São Difíceis em Musky Holler" "Skincrawlers"                        | John Harrison Roxanne Benjamin  | John Skipp e Dori Miller Paul Dini & Stephen Langford                                      | 31 de outubro de 2019  |

### Especiais (2020)
| N.º | Título                               | Dirigido por  | Escrito por                                           | Exibição original      |
| --- | ------------------------------------ | ------------- | ----------------------------------------------------- | ---------------------- |
| 1   | "Survivor Type The House of the Hea" | Greg Nicotero | Stephen King, Gregory Nicotero Joel Hill, Melanie Dal | 30 de outubro de 2020  |
| 2   | "Shapeshifters Anonymous"            | Greg Nicotero | J.A. Konrath, Gregory Nicotero                        | 18 de dezembro de 2020 |

### 2ª Temporada (2021)
| N.º | Título                                    | Dirigido por                 | Escrito por                                             | Exibição original   |
| --- | ----------------------------------------- | ---------------------------- | ------------------------------------------------------- | ------------------- |
| 1   | "Model Kid Public Television Of The Dead" | Greg Nicotero                | John Esposito Rob Schrab                                | 1 de abril de 2021  |
| 2   | "Dead and Breakfast Pesticide"            | Axelle Carolyn Greg Nicotero | Greg Nicotero Frank Dietz                               | 7 de abril de 2021  |
| 3   | "The Right Snuff Sibling Rivalry"         | Joe Lynch Rusty Cundieff     | Paul Dini, Stephen Langford, Greg Nicotero Melanie Dale | 14 de abril de 2021 |
| 4   | "Pipe Screams Within the Walls of Madess" | Joe Lynch John Harrison      | Daniel Kraus John Esposito & Greg Nicotero              | 21 de abril de 2021 |
| 5   | "Night of the Living Late Show""          | Greg Nicoter                 | Dana Gould                                              | 28 de abril de 2021 |

## Halloween Horror Nights
Em 3 de agosto de 2019, a Universal Parks & Resorts anunciou que o Creepshow estaria presente na Halloween Horror Nights exclusivamente no  parque temático da Universal Studios Hollywood. O labirinto apresenta três segmentos do filme de 1982, bem como outros dois da série de televisão da Shudder.